# Nationalliga (Böhmen und Mähren) 1941/42
Die Spielzeit 1941/42 war die dritte Austragung der Eishockeymeisterschaft im besetzten Protektorat Böhmen und Mähren; die Meisterschaft hieß in dieser Saison Národní liga (Nationalliga). Diese diente als Ersatz für die während der Kriegsjahre nicht stattfindende tschechoslowakische 1. Liga. Meister wurde der LTC Prag. Bester Torschütze der Liga wurde Jaroslav Drobný vom I. ČLTK Prag, der in den fünf Spielen seiner Mannschaft neun Tore erzielte.

## Modus
Die sechs Teams trafen in einer einfachen Runde aufeinander. Meister wurde der Tabellenführer am Saisonende. Der Letztplatzierte stieg ab. Für einen Sieg erhielten die Mannschaften zwei Punkte, bei einem Unentschieden einen und bei einer Niederlage keinen.

## Tabelle
| Pl. | Team                        | Sp. | S | U | N | Torv. | Pkt. |
| --- | --------------------------- | --- | - | - | - | ----- | ---- |
| 1.  | LTC Prag                    | 5   | 5 | 0 | 0 | 24-10 | 10   |
| 2.  | I. ČLTK Prag                | 5   | 4 | 0 | 1 | 22-7  | 8    |
| 3.  | AC Sparta Prag              | 5   | 2 | 1 | 2 | 12-17 | 6    |
| 4.  | ČSK Vítkovice               | 5   | 2 | 0 | 3 | 6-8   | 4    |
| 5.  | AC Stadion České Budějovice | 5   | 1 | 1 | 3 | 10-20 | 2    |
| 6.  | SK Horácká Slavia Třebíč    | 5   | 0 | 0 | 5 | 3-21  | 0    |

## Aufstieg
Die folgenden vier Mannschaften spielten im Play-off-Modus um den Aufstieg in die Nationalliga. Dabei setzte sich der SK Podolí Prag durch.
Halbfinale:
- SK Podolí Prag – CASK Písek 2:1 n. V.
- AFK Kolín – SK Viktoria Uherský Ostroh 2:4

Finale:
- SK Podolí Prag – SK Viktoria Uherský Ostroh 3:0